# Aeroportul Ranai
Aeroportul Ranai (IATA: NTX, ICAO: WION) este un aeroport din Indonezia.
Situat la o altitudine de 2 m, aeroportul dispune de o singură pistă. Este operat de Indonesian Air Force⁠(d).